# Estella Occidental
Estella Occidental (Vianaldea en euskera) es una comarca y una subzona (según Zonificación Navarra 2000) de la Comunidad Foral de Navarra (España) perteneciente a la zona de Estella. Está situada en la Navarra Media Occidental y en la Merindad de Estella. La comarca está compuesta por 17 municipios que sumaban en 2014 una población de 5.957 habitantes (INE).

## Geografía física

### Situación
La comarca de Estella Occidental está situada en la parte centro-occidental de la Comunidad Foral de Navarra, zona denominada Navarra Media Occidental. Está compuesta por 17 municipios, tiene una superficie total de 301,19 km² y limita al norte y oeste con la provincia de Álava, al este con Estella Oriental y al sur con la Ribera del Alto Ebro y la Comunidad Autónoma de La Rioja.

## Municipios
La comarca de Estella Occidental está formada por 17 municipios, que se listan a continuación con los datos de población, superficie y densidad correspondientes al año 2017 según el INE.
| Municipio        | Población | Superficie | Densidad |
| ---------------- | --------- | ---------- | -------- |
| Aguilar de Codés | 72        | 18,67      | 3.86     |
| Aras             | 163       | 17,72      | 9.2      |
| Armañanzas       | 60        | 12,38      | 4.85     |
| Azuelo           | 34        | 10,50      | 3.24     |
| Bargota          | 276       | 25,32      | 10.9     |
| El Busto         | 62        | 7,18       | 8.64     |
| Cabredo          | 101       | 11,90      | 8.49     |
| Desojo           | 79        | 13,84      | 5.71     |
| Espronceda       | 108       | 8,76       | 12.33    |
| Genevilla        | 76        | 8,64       | 8.8      |
| Lapoblación      | 125       | 20,65      | 6.05     |
| Lazagurría       | 193       | 17,01      | 11.35    |
| Marañón          | 51        | 5,77       | 8.84     |
| Sansol           | 102       | 13,63      | 7.48     |
| Torralba del Río | 110       | 17,96      | 6.12     |
| Torres del Río   | 128       | 12,39      | 10.33    |
| Viana            | 4078      | 78,87      | 51.71    |